# Тръстиков цвъркач
Тръстиковият цвъркач (Locustella luscinioides) е птица от семейство Locustellidae. Среща се и в България, включен е в Закона за биологичното разнообразие.

## Разпространение
Видът гнезди в Европа и западната Палеарктика. Зимува в Северна и Субсахарска Африка.